# 五百羅漢寺榮螺堂
《五百羅漢寺榮螺堂》（日语：／ Gohyakurakanji Sazaedō */?）為《冨嶽三十六景》排於序列13的畫作。《冨嶽三十六景》為日本江戶時代後期浮世繪師葛飾北齋因應日本內地旅遊業所繪製的一系列版畫，是刻畫從日本各地一覽富士山景象的名所繪。

## 作品

### 構成
高25.5厘米，寬37.7厘米，為1832年出版之橫面木刻版畫作。
畫面由遠景的富士山、中景湖面景色與近景觀看民眾和寺所組成，署名簽署於左上方。

### 五百羅漢寺
江戶時代在深川（東京都江東區）的五百羅漢寺，蓋有三層樓高的榮螺堂，是當時頗具人氣的眺望富士山名所之一。由松雲元慶於元禄8年（1695年）創建，主尊為釋迦如來。如今寺廟已被附近高樓包圍，寺內仍供奉305尊釋迦牟尼、羅漢、地藏、觀音等佛像，其中羅漢像為287尊。
五百羅漢寺是經過幾次遷徙才座落下目黑的，1695年在五目（即現在的東京都江東區大島3丁目）創建時，確實有536尊羅漢像，而且是由淨土宗僧人松雲元慶獨力雕刻而成，建寺資金亦是他化緣所得位於東京都目黒區下目黒，目前為淨土宗寺院。畫作中為位於三樓外側的展望台。

### 透視
江戶時代起，日本開始與西方列強接觸、進行貿易，西方的繪畫美術也在此時傳入日本，葛飾北齋受本身追求寫實的性格，運用了許多不同於傳統繪畫的西方透視法、明暗與陰影變化，以及空氣的密度表現等新穎技法來製作浮世繪。
畫面中從高樓望向富士山的人們的視線，跟榮螺堂屋頂及地板的直線，都集中於畫面中央的消失點（遠近法視線集中處）——富士山。這也是北齋的風格。葛飾北齋將畫面出發點與畫中民眾視線同高，使觀者產生同處於寺中，並順著民眾的視線、木板與屋簷的指向一起望向消失點富士山，這般身歷其境之感。

### 重心比例
在畫面分配上將寺置於右側，相對在湖左岸的房樹著墨較多，並將署名置於左上角，如此安排使左右得以平衡而不偏重於右下方。

### 顏色
遠景的草木選擇青綠色來表現萬里無雲的風景，而民服的顏色則選擇藍色，對應了天空的藍，使畫面獲得穩重感。
由於上下皆有藍色襯托，中間的湖面便運用灰色避免混淆觀看重點。

## 影響
《五百羅漢寺榮螺堂》雖不如《神奈川沖浪裏》一般廣為流傳，但也在促進江戶居民旅遊的同時，藉由國際貿易讓西方各國認識到遠眺富士山的一種美感。